# حمایت فرانسه از عراق در جنگ ایران و عراق
کمک‌های فرانسه به عراق در جنگ ایران و عراق به مجموعه کمک‌های نظامی و اطلاعاتی گفته می‌شود که فرانسه از قبل از جنگ ایران و عراق یعنی سال ۱۹۷۳ شروع به اعطای آن‌ها به عراق کرد. با شروع جنگ ۸ ساله این کمک‌ها شدت گرفت. حجم کمک‌های نظامی و فروش تجهیزات فرانسه به عراق در طول جنگ تا حدی بود که این کشور در رده دوم فروشندگان تسلیحات به عراق بعد از شوروی قرار گرفت.
با توجه به سند شماره ۵۳/۴/۲۰۹۹/د مورخ ۲ آوریل ۱۹۸۷ وزارت دفاع عراق، فیلیپ روندو، از نقش خود در ارسال هواپیماهای میراژ و موشک‌های رولاند خطاب به عدنان خیرالله سخن می‌گوید. وی همچنین خبر از بحث در هیئت دولت فرانسه بر سر امکان دست‌یابی محدود عراق به سلاح هسته‌ای در جنگ می‌دهد.
کنت تیمرمن در کتاب خود در مورد کمک‌های فرانسه به عراق که با تشویق آمریکا انجام می‌شد، می‌نویسد: «وقتی در پی حمله ایرانی‌ها رژیم عراق شدیداً تضعیف شده بود، واشینگتن فرانسه را تشویق کرد تا تحویل اسلحه به عراق را شدت بخشد.»

## برخی از کمک‌های نظامی

### کمک به نیروی هوایی عراق
دکترین نیروی هوایی عراق بیش از شوروی به فرانسه نزدیک بود. عراق از بهترین خلبانان خود به جای هواپیماهای شوروی، بر روی هواپیماهای فرانسوی استفاده می‌کرد.

#### هواپیمای میراژ
فرانسه قرار داد فروش ۱۳۳ فروند داسو میراژ اف۱ را بین سال‌های ۱۹۷۸ تا ۱۹۸۷ با عراق امضا کرد.

#### سوپر اتاندارد
فرانسه ۵ فروند سوپر اتاندارد در اختیار عراق قرار داد که با موشک‌های موشک اگزوست مجهز شده و در جنگ نفتکش‌ها توسط عراق به کار گرفته شد. این مسئله برای نخستین بار در تاریخ رخ می‌داد که کشوری هواپیماهای مورد استفاده خود را در این تعداد اجاره دهد.
- ؟ فروند موشک رولاند

#### انواع هلیکوپتر
فرانسه هلیکوپترهای آئروسپاسیال آلوئت ۴ پوما (بالگرد) سوپر فرلون را در اختیار عراق قرار داد.

## تسلیحات شیمیایی عراق
اطلاعاتی که در سال ۱۹۹۰ منتشر شد نشان می‌داد که فرانسه به احتمال زیاد از تأمین کنندگان زنجیره تولید بمب‌های شیمیایی برای عراق بوده است. ده‌ها هزار ایرانی که بخش عمده ای از آنان را غیر نظامیان تشکیل می‌دادند از جمله ده‌ها هزار کرد عراقی با بمب‌های شیمیایی صدام قتل‌عام یا مجروح شدند و پس از تحمل سال‌ها درد و رنج از دنیا رفتند. مردم محلی معتقدند مشکلاتی از جمله به دنیا آمدن کودکان ناقص‌الخلقه در برخی روستاهای بمباران شده ایران، بالا بودن آمار خودسوزی در برخی مناطق ایران ناشی از استفاده عراق از گازهای شیمیایی از جمله گاز اعصاب است.
اعزام مستشار و فروش موشک‌های ضدهوایی و حمایت‌های اطلاعاتی نیروی دریایی فرانسه در خلیج فارس از دیگر کمک‌های فرانسه به عراق است.